# Germania Fluggesellschaft
Die Germania Fluggesellschaft mbH war eine deutsche Ferien- und Charterfluggesellschaft mit Sitz in Berlin und Basis auf dem Flughafen Berlin-Schönefeld.
Die bis dahin viertgrößte Fluggesellschaft Deutschlands beantragte am 4. Februar 2019 die Eröffnung eines Insolvenzverfahrens und stellte in der folgenden Nacht den Flugbetrieb ein. Germania flog zuletzt von ihren Basen Ziele im Mittelmeerraum, auf den Kanaren und Balearen, Nord-, Ost- und Südosteuropa sowie im Nahen Osten an. Die Schweizer Tochter, Germania Flug AG, wurde von neuen Gesellschaftern übernommen und heißt seit Juni 2019 Chair.

## Geschichte

### Gründung und erste Jahre

Sud Aviation Caravelle der SAT im Jahr 1979

Die Germania ging aus der Kölner Fluggesellschaft S.A.T. (Special Air Transport) hervor, die 1978 von türkischen Unternehmern gegründet worden war. Sie begann ihren Flugbetrieb mit Fokker F-27 und fügte 1980 drei Maschinen des Typs Sud Aviation Caravelle hinzu, die gebraucht von LTU erworben wurden. Bald wurde die Gesellschaft von dem Anwalt Hinrich Bischoff samt den drei Caravelle übernommen. Diese Flugzeuge wurden 1985 durch zwei gebrauchte Boeing 727-100 aus den Beständen der Hapag-Lloyd Flug ersetzt.

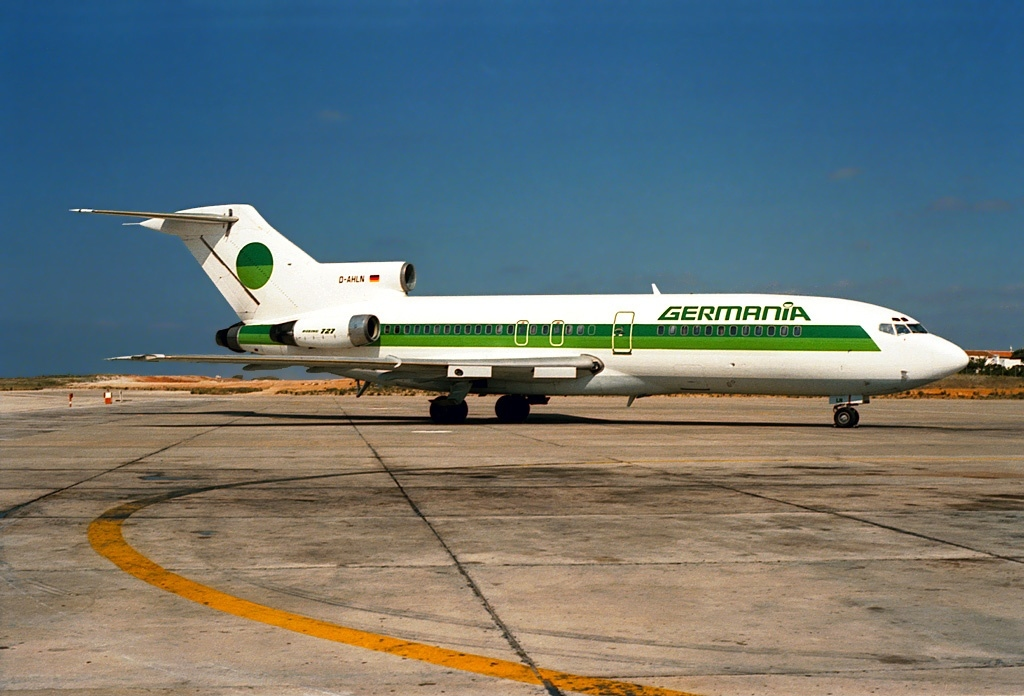
Boeing 727-100 der Germania im Jahr 1987

Im Juni 1986 wurde die Germania Fluggesellschaft mbH gegründet und die Betriebsgenehmigung der SAT auf die Germania übertragen. SAT wurde als Gesellschaft zum Verleasen von Flugzeugen weitergeführt. Im Jahr 1987 kündigte Germania an, innerdeutsche Linienflüge anzubieten, erhielt jedoch keine Genehmigung des Bundesverkehrsministeriums. Stattdessen einigte man sich auf einen langfristigen Leasingvertrag mit der Lufthansa. Im selben Jahr wurden die ersten von insgesamt 13 Boeing 737-300 unter dem Firmennamen Germania in Betrieb genommen.
Im Jahr 1992 wurde der operative und technische Firmensitz zum Flughafen Berlin-Tegel verlegt. Im selben Jahr erhielt Germania den Zuschlag für den „Beamten-Shuttle“ zwischen Bonn und Berlin, nachdem das Hauptgeschäft für viele Jahre der Charterflugdienst, unter anderem für TUI, Condor und Neckermann Reisen war.
Im Jahr 1995 bestellte Germania zwölf Boeing 737NG. Mit der Auslieferung der ersten 737-700 (Luftfahrzeugkennzeichen D-AGEM) am 11. März 1998 stellte die Besatzung der Germania mit dem direkten Flug vom Boeing-Werksgelände in Everett zum Flughafen Berlin-Tegel (ca. 8117 km) einen Weltrekord in der Klasse mit 60 bis 80 Tonnen Startgewicht auf. Seit 1998 wurden immer mehr Flugzeuge an andere Gesellschaften (unter anderem Hapag-Lloyd Express, dba, Maersk Air und Delta Air Lines) verleast, ebenfalls vermarktete Germania als erste deutsche Fluggesellschaft den Rumpf ihrer Flugzeuge als Werbefläche, geworben wurde unter anderem für Siemens und verschiedene Reiseanbieter.

### Linien- und Billigfluggesellschaft
Als nach den Terroranschlägen am 11. September 2001 US-amerikanische Fluggesellschaften ihre Slots teilweise aufgaben, nutzte Germania die Gelegenheit und bot am 12. November 2001 zwischen Berlin-Tegel und Frankfurt am Main den ersten Linienflug unter eigener Verantwortung an. Im Jahr 2002 kaufte die Germania aus dem Besitz der Kreditanstalt für Wiederaufbau 19 Fokker 100 von US Airways, die sich unter Gläubigerschutz befand.
Ab Juni 2003 war die Fluggesellschaft zwischenzeitlich unter der Marke Germania Express (auch gexx) als Billigfluggesellschaft tätig.

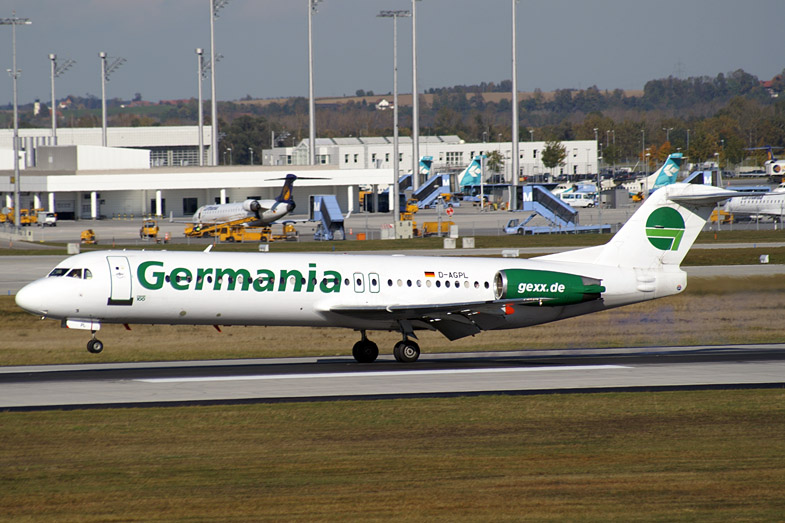
Fokker 100 der Germania im Jahr 2005 in München

Zum 28. März 2005 übernahm Germania 64 % der Anteile der dba. Die zwölf Fokker 100 wurden im Wet-Lease betrieben, gleichzeitig übernahm dba im Gegenzug 15 Strecken der Germania Express. Zunächst wurden keine Flüge unter dem Namen Germania mehr durchgeführt, weil sämtliche Flugzeuge an andere Gesellschaften verleast waren. Die Kapitalverflechtung zwischen dba und Germania wurde im Sommer 2005 wieder rückgängig gemacht, die Zusammenarbeit wurde aber auf 14 Fokker 100 erweitert.
Am 11. November 2005 starb der Gründer Hinrich Bischoff. Seine Anteile gingen an seine Ehefrau und seine vier Kinder, von denen drei ihre Anteile weiterveräußerten, so dass die Ehefrau Ingrid Bischoff und der Sohn Erik Bischoff gemeinsam die Anteilsmehrheit hielten.
Bis 2008 flog Germania nur noch im Wet-Lease für Hapag-Lloyd Express (später TUIfly) und dba (später Air Berlin) und verkaufte nach und nach elf der Fokker 100. Anfang März 2008 wollte Air Berlin Germania vollständig übernehmen. Der Versuch scheiterte allerdings an den Erben Hinrich Bischoffs. Kurz darauf kündigte Air Berlin vorzeitig die noch bis 2010 laufenden Leasingverträge für acht Fokker 100 der Germania. Im Sommer 2008 nahm Germania erstmals wieder eigene Linienflüge auf. Statt einer geplanten Expansion mit elf neuen Zielen wurden im Oktober 2008 die letzten acht in der Flotte verbliebenen Fokker 100 ausgemustert.
Im Frühjahr 2010 startete Germania nach rund zehn Jahren mit Flügen für TUI ihr Comeback als Ferienfluggesellschaft. Auf der ILA 2010 wurde eine Absichtserklärung zur Bestellung von fünf Airbus A319-100 im Rahmen einer Flottenmodernisierung unterzeichnet, diese wurde in der Folge in eine Festbestellung für drei A319-100 und zwei A321-200 umgewandelt. Im Februar 2011 wurde die erste von insgesamt acht A319-100 in die Flotte aufgenommen.
Im Jahr 2011 kam es zur Gründung der Germania Technik Brandenburg (GTB) als 100-prozentige Tochtergesellschaft der Germania. Im März desselben Jahres begann der Bau eines zukünftig gemeinsam mit Air Berlin genutzten Wartungshangars auf dem Gelände des neuen Flughafens Berlin Brandenburg. Am 23. September 2011 übernahm Germania Flynext, die zuvor seit Juni zwei Airbus A319-100 betrieben hatte. In der Folge wurde Flynext im Juni 2012 in Germania Express umbenannt.
Ab November 2011 führte Germania den Werksflugverkehr von Airbus zwischen den Produktionsstandorten Hamburg-Finkenwerder und Toulouse-Blagnac durch, den sie von OLT übernahm. Die beiden dafür eingesetzten Airbus A319-100 wurden ergänzend an den Wochenenden eingesetzt, um von Bremen aus Urlaubsziele anzufliegen. Im Rahmen der Flottenmodernisierung musterte Germania ihre letzte Boeing 737-300 aus. Ebenfalls 2012 kam es zur Gründung der gambischen Fluggesellschaft Gambia Bird im Rahmen der Erweiterung der Unternehmensgruppe Germania. Von Anfang 2013 bis zur Betriebseinstellung Ende 2014 betrieb Germania für Gambia Bird einen Airbus A319-100 auf Strecken von Banjul nach Barcelona und London-Gatwick sowie auf innerafrikanischen Strecken.
Zum Ende des Sommerflugplans Ende Oktober 2013 wurde das langjährige Wetleasing mehrerer Maschinen für Air Berlin beendet und die Flugzeuge fortan wieder im eigenen Streckennetz eingesetzt. Im November 2013 erhielt Germania den ersten von zwei Airbus A321-200, der exklusiv für Alltours und auch im Corporate Design von Alltours eingesetzt wird. Im Jahr 2014 gründete Germania in Kooperation mit Hotelplan eine Schweizer Tochtergesellschaft mit dem Namen HolidayJet mit Basis auf dem Flughafen Zürich; der Flugbetrieb startete am 26. März 2015. Bereits im Sommer 2015 kündigte Hotelplan die Zusammenarbeit mit Germania. Im Herbst stellte Hotelplan die Zusammenarbeit mit Germania ein und HolidayJet wurde in Germania Flug umbenannt.

### Übernahme durch Karsten Balke
Bereits im Jahr 2012 ernannte Ingrid Bischoff Karsten Balke zum Generalbevollmächtigten. Im Oktober 2014 wurde die sofortige Ablösung der beiden Geschäftsführer Andreas Wobig (CEO) und Oliver Pawel (CCO) bekanntgegeben. Neuer Geschäftsführer wurde Karsten Balke, der gleichzeitig mit Unterstützung von Ingrid Bischoff über eine Beteiligungsgesellschaft als Eigner einstieg und bis 2015 die Mehrheit übernahm. Die bisherigen Eigner, Ingrid Bischoff und ihr Sohn Erik, hatten sich zuvor zerstritten.
Am 12. Juli 2016 bestellte Germania bei Airbus 25 A320neo mit einer Option für weitere 15 Maschinen, die ab 2020 ausgeliefert werden sollten. Dadurch wurde eine einheitliche Flotte der A320-Familie angestrebt. Im Jahr 2017 wurde eine bulgarische Tochtergesellschaft speziell für das Geschäftsfeld Wet-Leasing gegründet. Die Gesellschaft Bulgarian Eagle verfügte über ein eigenes Air Operator Certificate und betrieb mit Stand Februar 2019 zwei Airbus A319-100 für Germania.
Im Jahr 2018 wurde das Streckennetz der Germania bestärkt durch die Insolvenz von Air Berlin um über 50 Strecken ausgebaut und die Kapazität um 39 % gesteigert. Dazu sollte die Flotte der Germania Gruppe im Laufe des Jahres durch insgesamt zehn Airbus A319-100 sowie zwei ehemalige Air Berlin Airbus A321-200 erweitert werden, weiterhin sollten die Maschinen vom Typ Boeing 737-700 die Flotte bis zum Beginn der Sommersaison 2019 verlassen. Im Juli 2018 unterschrieb Germania eine Absichtserklärung über den Kauf eines Grundstücks am Flughafen Berlin Brandenburg, um dort auf 16.400 m² den neuen Hauptsitz der Airline zu bauen. Mit der Eröffnung des Flughafens sollte dann auch der Umzug in die neue Zentrale vollzogen werden.

### Antrag auf Insolvenzverfahren
Anfang Januar 2019 teilte Germania mit, dass ein „kurzfristiger Liquiditätsbedarf“ bestehe. Auch ein Verkauf der Gesellschaft werde geprüft. Am 31. Januar wurden die Mitarbeiter darüber informiert, dass aus diesem Grund die Gehälter nicht pünktlich ausbezahlt werden können.
Am 4. Februar 2019 meldeten die Germania Fluggesellschaft GmbH und ihre zwei Tochtergesellschaften Germania Technik Brandenburg GmbH und Germania Flugdienste GmbH beim Amtsgericht Charlottenburg Insolvenz an, nachdem die Finanzierungslücke nicht hatte geschlossen werden können. Der Flugbetrieb wurde in der Nacht zum 5. Februar 2019 eingestellt. Das Luftfahrt-Bundesamt hatte die Airline zuletzt am 5. Dezember 2018 auf ihre Wirtschaftlichkeit überprüft. Daraufhin wurde am 26. Februar 2019 auch für die Muttergesellschaft Germania Beteiligungsgesellschaft mbH und die Schwestergesellschaft Germania Reisen GmbH ein Insolvenzantrag gestellt, bevor Anfang März schließlich auch die hundertprozentige Tochtergesellschaft Bulgarian Eagle Insolvenz anmeldete. Ende März scheiterte eine mögliche Übernahme der Germania Fluggesellschaft durch Investoren endgültig, daraufhin wurde die Abwicklung im Rahmen des Insolvenzverfahrens eingeleitet und den noch verbliebenen Mitarbeitern gekündigt. Seit Mitte März 2019 ermittelt das Amtsgericht Charlottenburg gegen Airline-Chef Karsten Balke wegen des Verdachts auf Insolvenzverschleppung und Betrug. Es wird vermutet, dass Tickets auch noch verkauft wurden, als die Airline bereits zahlungsunfähig war.
Die Tochtergesellschaft Germania Flug AG wurde Mitte Februar von der schweizerischen Unternehmerin und Air-Prishtina-Chefin Leyla Ibrahimi-Salahi übernommen.
Der Spiegel veröffentlichte im Januar 2020, dass der Insolvenzverwalter Rüdiger Wienberg vom Eigentümer Karsten Balke und einem weiteren Manager einen Betrag von über 400 Millionen Euro fordert, da diese noch Zahlungen durchgeführt haben, als dies nach geltendem Gesetz nicht mehr zulässig gewesen wäre. Des Weiteren laufen Ermittlungen gegen die ehemalige Geschäftsführung wegen umstrittener Aktivitäten rund um die ehemalige Germania-Tochter Gambia Bird.

## Flotte

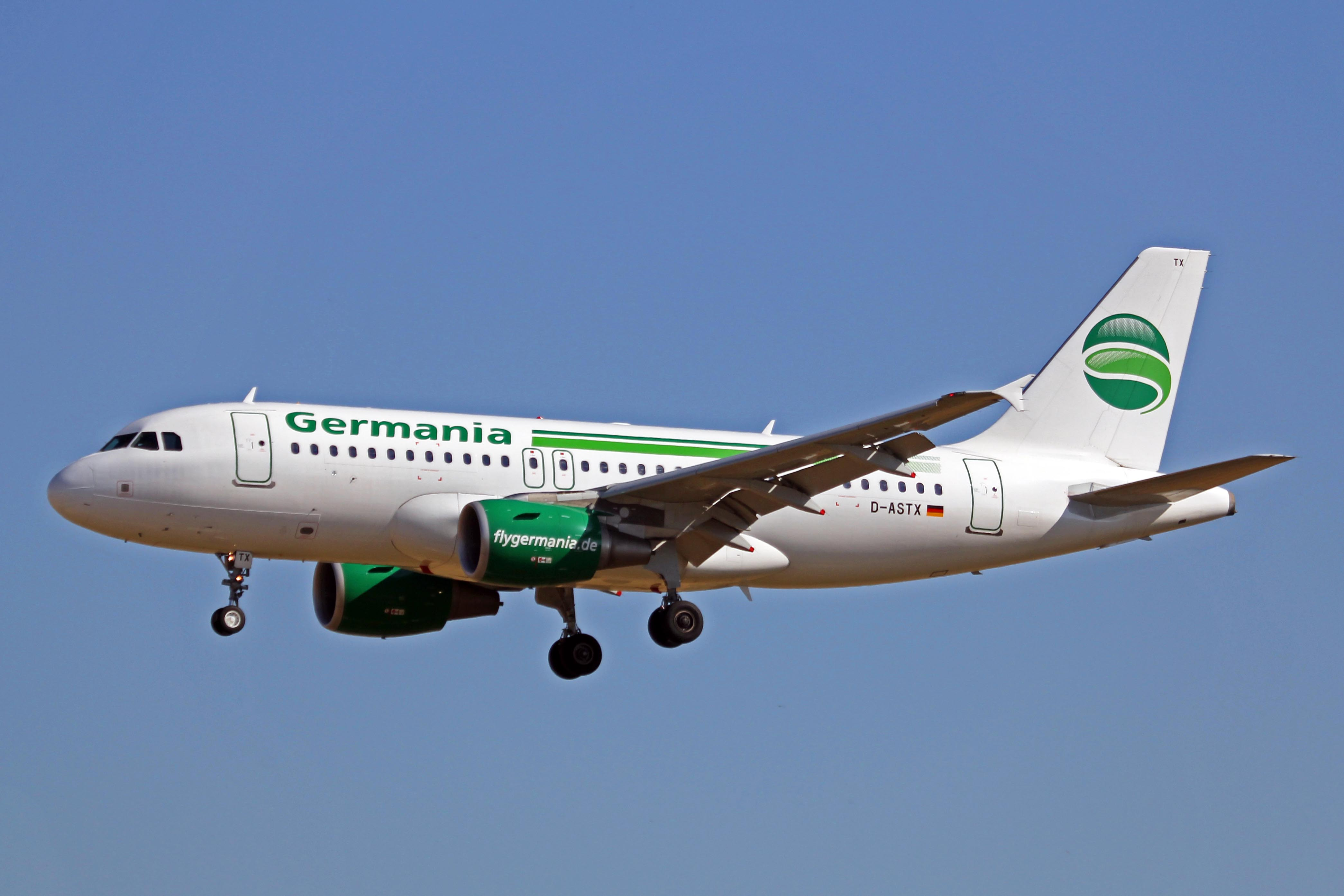
Airbus A319-100 der Germania

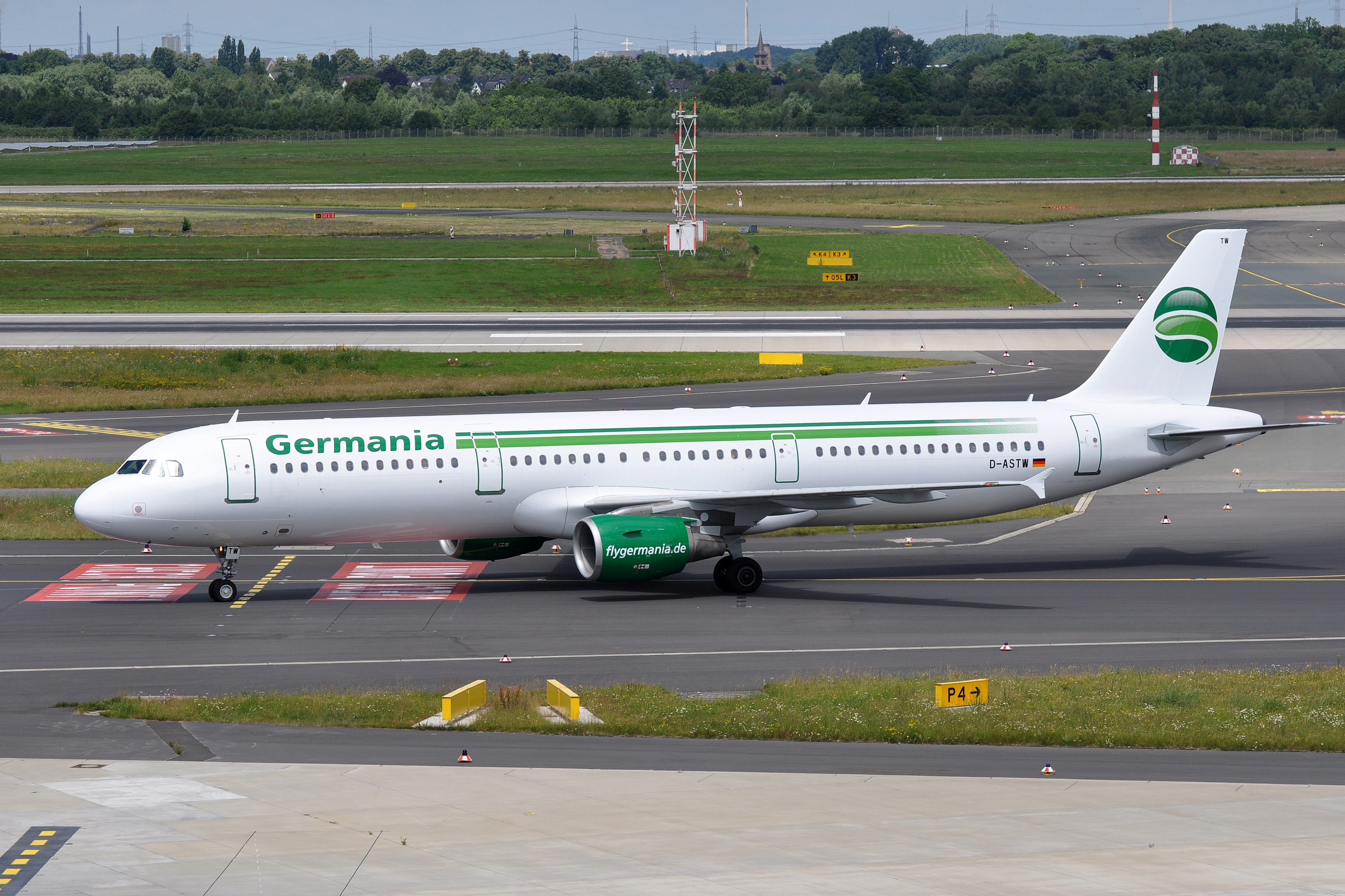
Airbus A321-200 der Germania

### Flotte zum Zeitpunkt der Betriebseinstellung
Mit Stand Februar 2019 bestand die Flotte der Germania aus 34 Flugzeugen mit einem Durchschnittsalter von 13,1 Jahren:
| Flugzeugtyp     | Anzahl | bestellt | Anmerkungen                                                         | Sitzplätze |
| --------------- | ------ | -------- | ------------------------------------------------------------------- | ---------- |
| Airbus A319-100 | 22     | 1        | je zwei betrieben von Bulgarian Eagle und Germania Flug             | 144 150    |
| Airbus A320neo  |        | 25       | + 15 Optionen; Auslieferung war ab Januar 2020 geplant              | 180        |
| Airbus A320-200 | 1      | 2        | betrieben durch Sundair                                             |            |
| Airbus A321-200 | 7      |          | 2 mit Sharklets ausgestattet; einer betrieben von Germania Flug     | 210 215    |
| Boeing 737-700  | 4      |          | 3 mit Winglets ausgestattet; Ausmusterung war bis Ende 2019 geplant | 148        |
| Gesamt          | 34     | 28       |                                                                     |            |

### Sonderbemalungen
| Flugzeugtyp     | Luftfahrzeugkennzeichen | Bemalung           | Zeitraum                                                               | Bild |
| --------------- | ----------------------- | ------------------ | ---------------------------------------------------------------------- | --- |
| Airbus A319-100 | D-AHIL                  | „Kassel Airport“   | März 2014 bis Februar 2015                                             | Bild gesucht Die Wikipedia wünscht sich an dieser Stelle ein Bild. Weitere Infos zum Motiv findest du vielleicht auf der Diskussionsseite . Falls du dabei helfen möchtest, erklärt die Anleitung , wie das geht. |
| Airbus A321-200 | D-ASTD D-ASTV           | „alltours“         | D-ASTD: November 2013 bis November 2014 D-ASTV: Mai 2014 bis März 2015 | |
| Boeing 737-700  | D-AGER                  | „30th Anniversary“ | ab Februar 2016                                                        | |

### Ehemalige Flugzeugtypen
In der Vergangenheit setzte Germania auch folgende Flugzeugtypen ein:
- Airbus A320-200 (geleast von Air Berlin)
- Boeing 727-100 (geleast von Hapag-Lloyd Flug)
- Boeing 737-300
- Fokker F-27
- Fokker 100
- Sud Aviation Caravelle

## Zwischenfälle
Germania verzeichnete in ihrer Geschichte keine Zwischenfälle mit Totalverlust eines Flugzeuges oder Todesopfern.

## Andere Aktivitäten

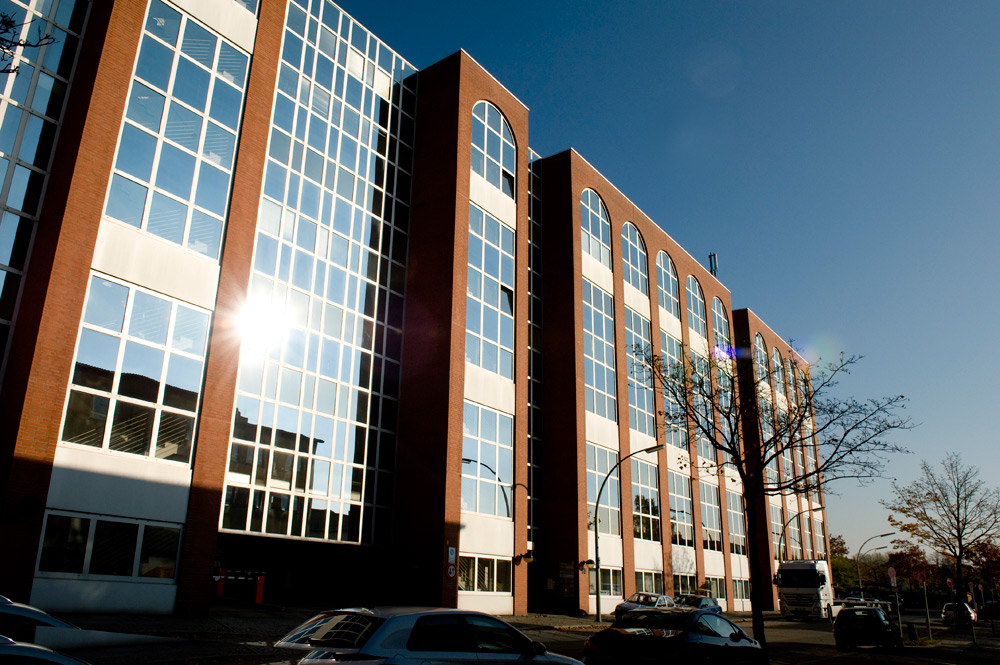
Der ehemalige Sitz der Germania in Berlin

Im Besitz der Germania befanden sich zwei Hotels in Deutschland, das Usedom Palace in Zinnowitz sowie das Hotel Waldhaus Prieros in Heidesee, im Ortsteil Prieros nahe Berlin, in dem die Schulungen des fliegenden Personals abgehalten wurden. Sie wurden an Ingrid Bischoff, die Witwe des Firmengründers, verkauft.
Seit 2019 sind diese Hotels unabhängig und für den regulären Tourismus geöffnet.